# Mao Sơn
Mao Sơn tên tiếng Trung (茅山): Là một ngọn núi nổi tiếng về đạo giáo (道教) ở tỉnh Giang Tô, Trung Quốc, là nơi khởi nguyên của phái Thượng Thanh trong đạo giáo ,
được Đạo gia gọi là “Thượng Thanh tông đàn”, có vẻ đẹp được ca tụng “Đất lành đệ nhất” “ động thiên thứ tám”.
Bởi vì thế núi quanh co, hình chữ “Dĩ” (giống chữ S), nên còn có tên gọi gọi là Cú Khúc Sơn.
Lịch sử
Thời nhà Tây Hán có ba anh em nhà Họ Mao ở Hàm Dương, Thiểm Tây  là Mao Doanh, Mao Cố, Mao Trung đến Cú Khúc Sơn tu đạo làm việc thiện, lưu truyền thế nhân,
để ghi nhớ công đức của anh em nhà họ Mao, người đời sửa Cú Khúc Sơn thành Tam Mao Sơn (núi của ba anh em nhà họ Mao), tên gọi tắt là “Mao Sơn”.
Trong thời Đường, Tống, là thời kì đạo giáo Mao Sơn đạt được cường thịnh, phía trước núi sau núi, đỉnh núi, khe núi, có đến hơn ba trăm tòa kiến trúc đạo giáo, hơn năm ngàn cung, quan, điện, vũ ... lớn nhỏ khác nhau, có cách nói “Tam cung, ngũ quan, bảy mươi hai Mao am” là vậy.